# Schwarzenberg (Salzkammergut-Berge)
Der Schwarzenberg befindet sich in der Osterhorngruppe, wobei am Aufbau die Gemeinden Elsbethen, ein südlicher Vorort der Stadt Salzburg, sowie Ebenau und Puch bei Hallein Anteil haben. Mit einer Höhe von 1334 m ü. A. ist der genau auf der Grenze zwischen Ebenau und Elsbethen gelegene Gipfel der höchste Punkt beider Gemeinden. Am Fuß des Südosthanges befindet sich der Wiestalstausee, der als Speichersee zur Energiegewinnung genutzt wird. Der Name "Salzkammergut-Berge" ist hier unglücklich, weil die Berge in nächster Nähe von Salzburg und Hallein – mit dem einstigen bedeutenden Salzlager Dürrnberg des Fürsterzbistums Salzburg – nicht vorrangig nach dem Zentrum des Salzkammergutes (Bad Ischl und Hallstatt) und den dortigen Salzlagerstätten (also der Habsburgischen "Salzkammer") hin ausgerichtet sind.